# The Gospel According to the Meninblack
The Gospel According to the Meninblack је пети студијски албум британског састава Странглерс објављен 7. фебруара 1981. године. 

## Списак песама
А страна
Б страна
Бонус песме